# Карлос-Техедор
Ка́рлос-Техедо́р (ісп. Carlos Tejedor) — місто у північно-західній частині провінції Буенос-Айрес, Аргентина. Адміністративний центр однойменного округу. Місто отримало свою назву на честь колишнього губернатора Буенос-Айреса Карлоса Техедора.

## Історія
На середину ХІХ ст. місцевість, де нині знаходиться місто Карлос-Техедор, була під владою корінних народів, на чолі яких стояв вождь Пінсен. Індіанці не жили тут, але на цих землях проходив один з важливих для них шляхів. 1874 року тут було збудовано форт для захисту від індіанців, а 1876 року сюди прибув генерал Конрадо Вільєгас для створення захисної смуги на кордоні з індіанськими землями. Через два роки після кровопролитної боротьби вождя Пінсена було переможено, а індіанців відтіснили далі на південь.
У 1880-1885 роках у цій місцевості було проведено землемірні роботи, а наділи згодом продано на публічному аукціоні. Тим не менше, їх не почали обробляти.
1889 року Альберто Альмірон (ісп. Alberto H. Almirón) заснував у цій місцевості сільськогосподарську колонію «Дон Альберто» на землях, які йому належали. Альмірон мав намір створити поселення на своїх землях, тому склав його детальний план, виділивши місця для майбутніх установ і публічних місць. 1903 року на землях Альмірона було відкрито залізничну станцію Західної Буенос-Айреської залізниці (згодом передана у підпорядкування Залізниці імені Домінго Фаустіно Сарм'єнто). Альмірон клопотав перед залізницею про створення залізничних переїздів на території населеного пункту і власним коштом збудував школу. Уряд провінції схвалив план Альмірона про побудову поселення 9 січня 1904 року.

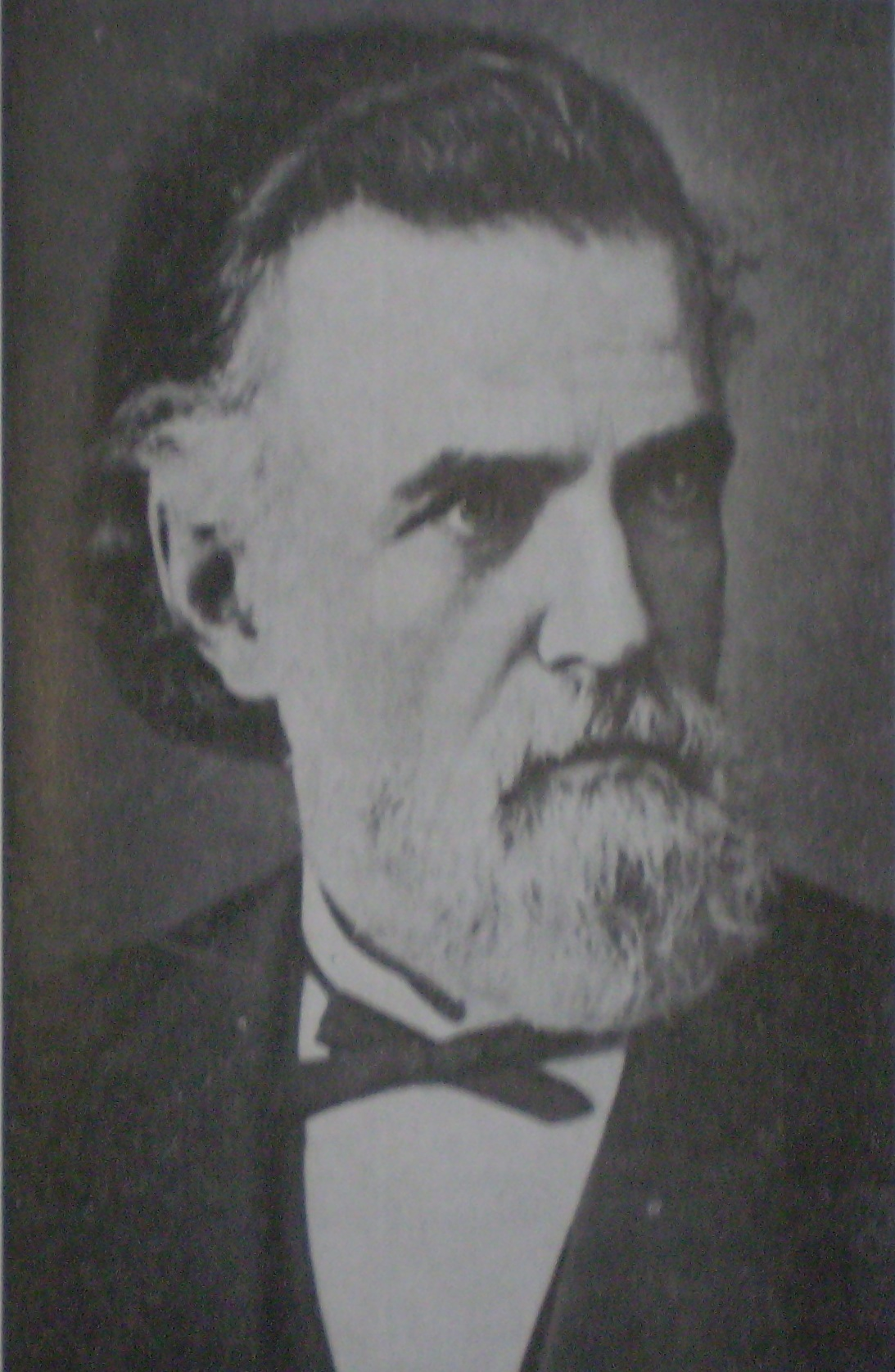
Карлос Техедор

Округ Карлос-Техедор був створений законодавчим актом від 3 січня 1905 року. Свою назву він отримав на честь доктора права Карлоса Техедора, губернатора провінції Буенос-Айрес і міністра закордонних справ Аргентини часів президентства Сарм'єнто, який помер незадовго до цього.
Коли 1905 року було створено округ Карлос-Техедор, поселення Альмірона отримало таку саму назву. Також до складу округу увійшли декілька менших навколишніх сіл.
Присутність залізничного сполучення сприяла швидкому розвитку містечка, до якого почала прибувати велика кількість мігрантів з Європи. Основою його економіки було вирощування зернових і великої рогатої худоби.
1926 року було завершено будівництво місцевої церкви св. Івана Золотоустий. Згодом було відкрито лікарню, пошту, телеграф і телефон, банк, кінотеатр.

## Клімат
Місто Карлос-Техедор знаходиться у зоні з вологим субтропічним кліматом.
| Клімат Карлос-Техедора (1961–1990)         | Клімат Карлос-Техедора (1961–1990) | Клімат Карлос-Техедора (1961–1990) | Клімат Карлос-Техедора (1961–1990) | Клімат Карлос-Техедора (1961–1990) | Клімат Карлос-Техедора (1961–1990) | Клімат Карлос-Техедора (1961–1990) | Клімат Карлос-Техедора (1961–1990) | Клімат Карлос-Техедора (1961–1990) | Клімат Карлос-Техедора (1961–1990) | Клімат Карлос-Техедора (1961–1990) | Клімат Карлос-Техедора (1961–1990) | Клімат Карлос-Техедора (1961–1990) | Клімат Карлос-Техедора (1961–1990) |
| Показник                                   | Січ.                               | Лют.                               | Бер.                               | Квіт.                              | Трав.                              | Черв.                              | Лип.                               | Серп.                              | Вер.                               | Жовт.                              | Лист.                              | Груд.                              | Рік                                |
| Абсолютний максимум, °C                    | 42,8                               | 39,1                               | 37,7                               | 33,5                               | 30,6                               | 24,6                               | 27,7                               | 36,0                               | 31,8                               | 40,0                               | 37,2                               | 43,4                               | 43,4                               |
| Середній максимум, °C                      | 30,4                               | 29,1                               | 26,1                               | 22,4                               | 18,1                               | 14,5                               | 14,5                               | 16,5                               | 19,1                               | 21,5                               | 25,4                               | 28,7                               | 22,2                               |
| Середня температура, °C                    | 22,9                               | 21,7                               | 19,0                               | 15,4                               | 11,9                               | 8,4                                | 8,3                                | 9,6                                | 12,2                               | 15,1                               | 18,6                               | 21,6                               | 15,4                               |
| Середній мінімум, °C                       | 15,7                               | 14,9                               | 13,0                               | 9,8                                | 6,8                                | 3,7                                | 3,5                                | 3,9                                | 6,0                                | 9,1                                | 12,0                               | 14,7                               | 9,4                                |
| Абсолютний мінімум, °C                     | 5,1                                | 4,3                                | −0,5                               | −6,7                               | −5,7                               | −7,2                               | −7,5                               | −7,8                               | −5,3                               | −3,6                               | −1,8                               | 1,7                                | −7,8                               |
| Середня кількість сонячних годин на місяць | 322,4                              | 279,7                              | 251,1                              | 213,0                              | 176,7                              | 120,0                              | 136,4                              | 195,3                              | 213,0                              | 232,5                              | 270,0                              | 310,0                              | 2720,1                             |
| Норма опадів, мм                           | 105.2                              | 112.2                              | 137.1                              | 82.0                               | 42.6                               | 32.1                               | 26.1                               | 29.2                               | 58.7                               | 112.4                              | 107.0                              | 100.7                              | 945.3                              |
| Днів з опадами                             | 8                                  | 7                                  | 9                                  | 6                                  | 6                                  | 5                                  | 5                                  | 5                                  | 6                                  | 9                                  | 8                                  | 9                                  | 83                                 |
| Вологість повітря, %                       | 66                                 | 71                                 | 75                                 | 78                                 | 81                                 | 83                                 | 83                                 | 76                                 | 73                                 | 76                                 | 71                                 | 67                                 | 75                                 |
| ------------------------------------------ | ---------------------------------- | ---------------------------------- | ---------------------------------- | ---------------------------------- | ---------------------------------- | ---------------------------------- | ---------------------------------- | ---------------------------------- | ---------------------------------- | ---------------------------------- | ---------------------------------- | ---------------------------------- | ---------------------------------- |
| Джерело: Servicio Meteorológico Nacional   |                                    |                                    |                                    |                                    |                                    |                                    |                                    |                                    |                                    |                                    |                                    |                                    |                                    |

## Культура і релігія
Місто Карлос-Техедор входить до дієцезії Нуеве-де-Хуліо. Святим покровителем міста вважається св. Іван Золотоустий. Щороку 13 вересня у Карлос-Техедорі відзначається свято на честь покровителя міста. Цьому святому присвячено головний християнський храм міста, який знаходиться на його центральній площі.
Щороку у місті проводиться Фестиваль іммігрантів.

## Спорт
У місті Карлос-Техедор діють такі спортивні клуби:
- Club Atlético Amigos Gorra de Cuero
- Huracán Fútbol Club
- Club Atlético Argentino

## Транспорт
Місто Карлос-Техедор знаходиться на перетині національної автотраси № 226 і провінційної автотраси № 70.
Поблизу міста знаходиться аеропорт.
1904 року було відкрито залізничну станцію Карлос-Техедор. Нині вона віддана у концесію компанії Ferroexpreso Pampeano, але не використовується ні для пасажирських ні для вантажних перевезень.